# 피어폰트 소수
피어폰트 소수(Pierpont prime)는 다음의 형태를 지니는 소수로서
{\displaystyle 2^{u}\cdot 3^{v}+1\,}
여기서 u와 v는 음이 아닌 정수이다. 원뿔 곡선을 사용하여 구성 가능한 정다각형 연구에 이 소수를 도입한 수학자 제임스 피어폰트의 이름에서 비롯된 소수이다.